# Chef-Haut
Chef-Haut là một xã, nằm ở tỉnh Vosges trong vùng Grand Est của Pháp. Xã này có diện tích 3,18 km², dân số năm 1999 là 52 người. Xã này nằm ở khu vực có độ cao từ 318 đến 396 m trên mực nước biển.

## Biến động dân số
| 1962                                         | 1968 | 1975 | 1982 | 1990 | 1999 |
| -------------------------------------------- | ---- | ---- | ---- | ---- | ---- |
| 54                                           | 63   | 57   | 53   | 54   | 52   |
| Số liệu từ năm 1962: Dân số không tính trùng |      |      |      |      |      |